# Margaret Caine
Margaret Caine   (Lancashire, 8 de desembre de 1833 - Salt Lake City, 16 de juliol de 1911) de nom complet: Margaret Ann Nightingale Caine, fou la primera presidenta de l'Associació Nacional pro Sufragi de les Dones del territori d'Utah, secretària de la Societat de Socors de Salt Lake, i l'auditora elegida de Salt Lake County (Utah), del 1897 al 1898.

## Biografia
Margaret Nightingale Caine nasqué a Lancashire, Anglaterra, el 8 de desembre del 1833. Sos pares foren Henry Nightingale i Agnes Leach. Era neboda de Florence Nightingale. La família de Caine emigrà als Estats Units al 1841, i després a Nauvoo (Illinois). Es traslladà a Missouri, i s'hi va casar amb John Thomas Caine, amb qui tindria 13 fills. Després de l'assassinat de Joseph Smith, fundador de l'Església de Jesucrist dels Sants dels Últims Dies, tant ella com el seu marit s'uniren a la James McGaw Company i emigraren al territori d'Utah. Es van establir en l'acabada de crear Salt Lake City. El seu marit fou triat per a la Cambra de Representants d'Utah. John va ser condemnat a l'ostracisme dins de la Cambra pel seu suport a la poligàmia, que no practicava, i això portà a Caine i al seu marit a oposar-se a la Llei Edmunds–Tucker del 1887. Caine fou elegida presidenta de l'Associació Nacional pro Sufragi de les Dones d'Utah al 1889. Va morir el 16 de juliol del 1911, a l'edat de 77 anys.